# ザ・チャレンジ (2003年の映画)
『ザ・チャレンジ』（The Challenge）は2003年にアメリカABCで放送されたオルセン姉妹主演のテレビ映画である。日本ではWOWOWで『スーパーツインズ ミラクル・チャレンジ!』のタイトルで放送された。　

## あらすじ
シェーンとリジーは双子の姉妹だが、前者が自然愛好家で後者が野心家で上昇志向と、全く異なる性格である。この双子が奨学金を巡って勝負する人気テレビ番組に応募した。二人とも同じチームに入ったのだが、二人の対立はチームの足を引っ張り、メンバーを困らせてしまう。プロデューサーはこの双子が対立すれば視聴率が上がると踏んでいる。そして、相手のチームも自分たちが有利になることから、シェーンとリジーの喧嘩に期待を寄せる。

## キャスト
（）内は日本語吹き替えキャスト
- シェーン：メアリー・ケイト・オルセン（佐古真弓）
- エリザベス（リジー）：アシュレー・オルセン（坂本真綾）
- マーカス：ブライアン・スカラ
- アダム：ルーカス・ベンケン（鈴木正和）
- ケリー：セラ・バスティアン（淺川悠）
- サーシャ：ジャネット・ウィーガー（竹村奈津）
- マックス：ジョー・マイケル・バーク（村治学）
- ブロッカー・ウェイ（カメオ出演）
- ビリー・アーロン・ブラウン（カメオ出演）
- ベン・イースター（カメオ出演）

## DVD
2006年2月、ワーナー・ホーム・ビデオから日本語版のDVDがリリースされた。

## その他
- オルセン姉妹が劇場映画に進出する前のテレビ・ビデオ映画は本作が最後である（パッケージに記載）。
- 撮影はメキシコのロス・カボス（カリフォルニア半島の末端）で行われた。
- ブロッカー・ウェイは『パスポート to パリ』でジャンを演じていた。
- ビリー・アーロン・ブラウンとベン・イースターは『ふたりはお年ごろ』及び『ホリデイ・イン・ザ・サン』でオルセン姉妹と共演した。また、ビリーは『Getting There』でも共演している。

## 関連作品
- ラブ in ローマ
- ニューヨーク・ミニット